# Rossberg (Masevaux)
Pour les articles homonymes, voir Rossberg.
Le Rossberg désigne à la fois un sommet culminant à 1 191 m d'altitude et un petit massif relativement bien individualisé, à l'extrémité sud-est du massif des Vosges, entre Thann et Masevaux dans le Haut-Rhin.

## Géographie

### Situation
La ligne de crête, interfluve entre les rivières Thur et Doller, pourrait commencer à proximité de la tête des Perches au col des Perches, se poursuivre vers l'est via quelques petits sommets tels le Rimbachkopf, en s'épanouissant sur le vaste gazon du Rossberg et se terminer en surplomb de la plaine d'Alsace au col du Hundsruck à 748 m d'altitude, reliant Bitschwiller-lès-Thann à Masevaux. Les pâturages et forêts de Wedscheid ont été partagés entre les communes de Masevaux, de Moosch (canton de Saint-Amarin) et de Bourbach-le-Haut.

### Géologie
Il est constitué de grauwackes, roches sédimentaires d'origine volcanique principalement d'âge viséen, mises en forme lors de l'érection des différents et épais bourrelets de la chaîne varisque,. Ces roches sont moins résistantes que le granite en milieu glaciaire ou péri-glaciaires, elles engendrent par altérations des pierriers de pierres fines, sonores sous la semelle des marcheurs. La présence de roches sombres parfois basiques, comme les labradorites, ou d'andésites, favorisent l'exubérance des plantes xérophiles en climat ensoleillé. Les paysages les plus tourmentés sont des amoncellements de laves dures et de cendres, qui, par érosion différentielle, génèrent le paysage des Wedscheid, site de flore protégé depuis 1965 sur une centaine d'hectares sous le nom de « forêt des volcans ».

## Histoire
Les chaumes du Rossberg sont très anciennes. D'après des études archéologiques, l'exploitation des plus vieux gazons remonterait au IVe siècle av. J.-C. Des brûlis caractérisent aussi les reprises d'exploitation sur les landes de hauteurs.
L'armée française a construit dans le massif des infrastructures impressionnantes, lors de son occupation des vallées de Masevaux et de Thann (placées sous sa provisoire administration militaire) à partir de la mi-août 1914. Il en subsiste la route Joffre.

## Tourisme
Sommets et massif en général ne sont accessibles qu'à pied, à partir de sentiers partant des vallées voisines. Beaucoup d'itinéraires sont balisés par le Club vosgien.
Les anciennes marcairies, pléthoriques, se sont transformées en fermes-auberges ou en chalet-refuge de ski-club. Parmi les premières correspondantes à des sommets-repères figurent celles de Belacker, Gsang, Ruchberg, Rossberg, Thanner Huebel. Les grandes chaumes pastorales ne subsistent qu'à partir de 900 m d'altitude.
Le sommet du Rossberg offre de beaux panoramas tant en direction des Vosges au nord-ouest, que vers l'est en direction de la Forêt-Noire, ou le sud en direction du Jura et, par beau temps, des Alpes.